# Lehr (Dacota do Norte)
Lehr é uma cidade localizada no estado norte-americano de Dacota do Norte, no Condado de Logan e Condado de McIntosh.

## Demografia
Segundo o censo norte-americano de 2000, a sua população era de 114 habitantes.
Em 2006, foi estimada uma população de 101, um decréscimo de 13 (-11.4%).

## Geografia
De acordo com o United States Census Bureau tem uma área de
0,5 km², dos quais 0,5 km² cobertos por terra e 0,0 km² cobertos por água.

## Localidades na vizinhança
O diagrama seguinte representa as localidades num raio de 36 km ao redor de Lehr.